# Cultura romilor
Cultura romilor cuprinde culturile regionale ale poporului rom. Aceste culturi s-au dezvoltat în urma unor istorii complexe de interacțiune cu populațiile din jurul lor.
Poporul rom constituie cea mai mare minoritate etnică din Europa. Se crede că au locuit în Balcani încă din secolul al IX-lea, migrația lor ulterioară în alte părți ale continentului începând cu secolul al XV-lea. Poporul rom din Europa aparține diferitelor subgrupuri precum Boyash, Kalderash, Kalé, Kaale, Lăutari, Lovari, Manouche, Xoraxane, Romanichal, Romanisael, Romungro, Ruska, Sinti și Vlax. În ciuda unei istorii de persecuție pe continent, ei și-au păstrat culturile distincte. Există, de asemenea, o populație semnificativă de romi în America, care provine din migrațiile ulterioare din Europa.
Romii pun accent pe importanța familiei și susțin în mod tradițional valori morale stricte. În mod tradițional, printre unii romi era obiceiul să mențină un stil de viață nomad.

## Origini

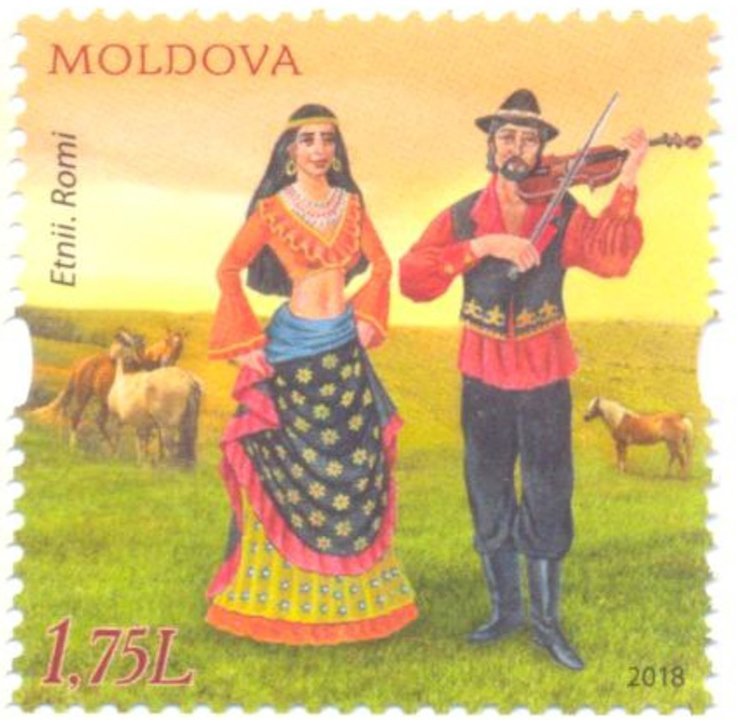
Romi reprezentați într-o timbru poștal din 2018 din Moldova

Cercetările lingvistice și fonologice au stabilit că oamenii romi își au originea în subcontinentul indian. Majoritatea rapoartelor specifică nord-vestul Indiei ca regiune de origine, iar unele implică o origine din India centrală. Limba romani are multe caracteristici similare cu sanscrita și cu limbile indo-ariane centrale, cum ar fi hindi, punjabi, rajasthani și urdu. Ea împărtășește, de asemenea, conexiuni cu limbile indo-ariane din nord, cum ar fi kashmir. Limba conține, de asemenea, cuvinte de împrumut din arabă, armeană, greacă și persană.
Există, de asemenea, legende despre originile romilor. De exemplu, unii romi cred că sunt descendenții muzicienilor din India care au fost conduși de regele persan Bahram al V-lea din India până în Iran în anii 420–438 d.Hr., înainte de a rătăci pe Drumul Mătăsii către Europa.
În ciuda originii indiene a poporului rom, culturile romilor au diverse alte influențe culturale, iar elementele indiene în culturile moderne ale romilor sunt limitate, cu excepția limbii.

## Nume

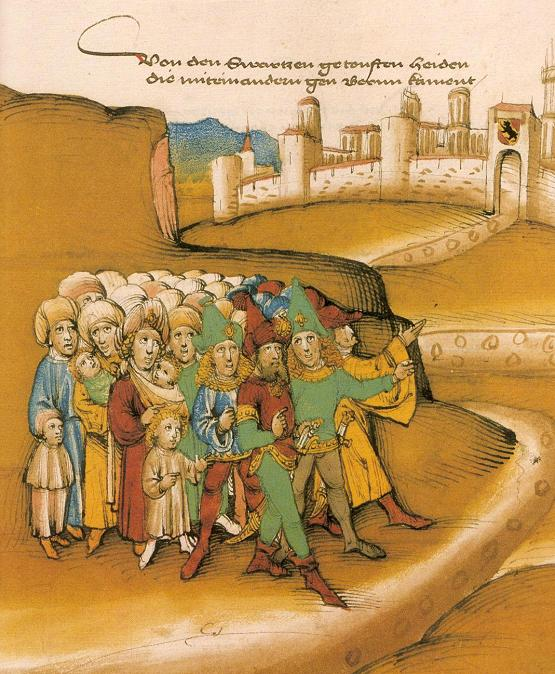
Sosirea romilor („țigani”) la Berna, Elveția în secolul al XV-lea, îmbrăcați în ținute în stil sarazin.

Romii se găsesc astăzi în întreaga lume. În mod obișnuit, romii adoptă nume care sunt comune în țara de reședință. Rareori romii moderni folosesc numele tradițional din propria limbă, cum ar fi Čingaren. Romanes este singura limbă indo-ariană care a fost vorbită exclusiv în Europa încă din Evul Mediu. Vorbitorii folosesc mulți termeni pentru limba lor. În general, ei se referă la limba lor ca Čingari čhib sau řomani čhib tradus ca „limba romani”, sau rromanes, „felul rom”. Termenul englezesc, Romani, a fost folosit de savanți încă din secolul al XIX-lea, în locul termenului „limba țigănească”.

## Familie și etapele vieții
În mod tradițional, romii acordă o mare valoare familiei extinse..

### Căsătoria și controverse
Căsătoria în societatea romă subliniază importanța familiei și demonstrează legăturile dintre diferite grupuri, adesea transnaționale. În mod tradițional, o căsătorie aranjată este foarte dorită. Se obișnuiește ca părinții mirelui să plătească familiei miresei. Părinții potențialului cuplu de miri ajută la identificarea partenerului ideal pentru copilul lor. Părinții pot face presiuni asupra unui anumit soț/unei anumite soții pentru copilul lor, deoarece este o normă stabilită să fii căsătorit până la vârsta de 20 de ani. Școala, biserica, moscheile, ceremoniile de circumcizie, logodnica și nunțile și alte evenimente sunt, de asemenea, medii populare pentru găsirea unui viitor soț. Se așteaptă ca potențialele cupluri să fie supravegheate sau însoțite de un adult. Odată cu apariția atât a rețelelor sociale, cum ar fi Facebook și telefoanele mobile, cât și a educației avansate a femeilor, multe obiceiuri tradiționale și opinii conservatoare au devenit mai puțin rigide. În unele grupuri de romi, de exemplu romii finlandezi, ideea unei căsătorii înregistrate legal este ignorată cu totul.

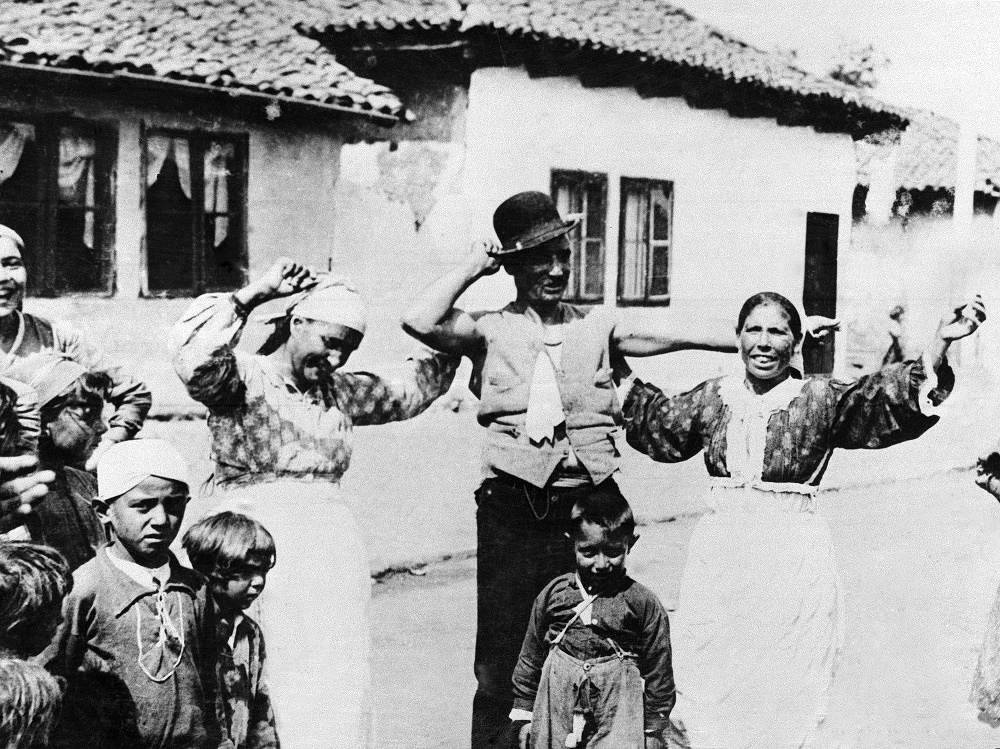
Nuntă de romi la Sofia (1936)

Practica romilor din anumite țări din sud-estul Europei de căsătorie a minorilor a generat controverse în întreaga lume. În 2003, unul dintre numeroșii „regi” romi, Ilie Tortică, a interzis căsătoria înainte ca părțile să devină majore în țara lor de reședință. Un oatriarh rom, Florin Cioabă, a intrat în conflict cu autoritățile române la sfârșitul anului 2003 când și-a căsătorit fiica cea mică, Ana-Maria, la vârsta de 12 ani, cu mult sub vârsta legală de căsătorie.
Răpirea miresei (a nu se confunda cu tradiția românească de răpire a miresei) este considerată a fi o parte tradițională a practicii romilor. Fetele de până la doisprezece ani pot fi răpite pentru a se căsători cu băieți adolescenți. Această practică a fost raportată în Irlanda, Anglia, Republica Cehă, Țările de Jos, Bulgaria și Slovacia. Răpirea miresei este considerată a fi o modalitate de a evita prețul miresei sau un mijloc pentru o fată de a se căsători cu un băiat pe care îl dorește, dar pe care părinții ei nu îl doresc. Normalizarea tradiției de răpire expune femeile tinere unui risc mai mare de a deveni victime ale traficului de persoane.
Practicile de răpire a miresei și căsătoria minorilor nu sunt universal acceptate în întreaga cultură romă. Unele femei și bărbați romi încearcă să elimine astfel de obiceiuri.
Romii musulmani au adoptat practicile maritale islamice.
Mamele rome își alăptează copiii pentru o sănătate optimă și o imunitate sporită. De asemenea, ele văd acest lucru ca pe un dar de la Dumnezeu și un ajutor pentru construirea de relații sănătoase între mame și copii.
Homosexualitatea, sodomia și sexul oral sunt interzise.

### Răzbunarea
Răzbunarea de sânge, feuda de sânge sau vendetta este o formă veche de răzbunare privată, care are de obicei scopul de a restabili onoarea familiei romilor prin uciderea unui adversar. Ea are loc numai după o atingere gravă adusă onoarei, cum ar fi uciderea în sine, căreia nicio altă compensare a prejudiciului în cadrul feudei nu îi poate face dreptate.

### Puritate și moarte
Hainele pentru partea inferioară a corpului, precum și hainele femeilor care au menstruație sunt spălate separat. Articolele folosite pentru a mânca sunt spălate în alt loc.
Nașterea este considerată „impură” și trebuie să aibă loc în afara locuinței; mama este considerată „impură” timp de 40 de zile.
Romii musulmani (Horahane) din Balcani au adoptat cultura islamică în perioada Imperiului Otoman, la fel și puritatea rituală în Islam.
Unii romii spală vase cu înălbitor.
Hainele purtate de femeile rome și bărbații rome, precum și cele care acoperă partea superioară și inferioară a corpului, sunt spălate și atârnate pentru a se usca separat. În anumite comunități de romi, îmbrăcămintea persoanelor vârstnice de etnie romă este, de asemenea, spălată și uscată separat, reflectând un semn de respect și pentru a preveni orice potențială întinare să intre în contact cu hainele membrilor familiei activi sexual.

### Creșterea copiilor

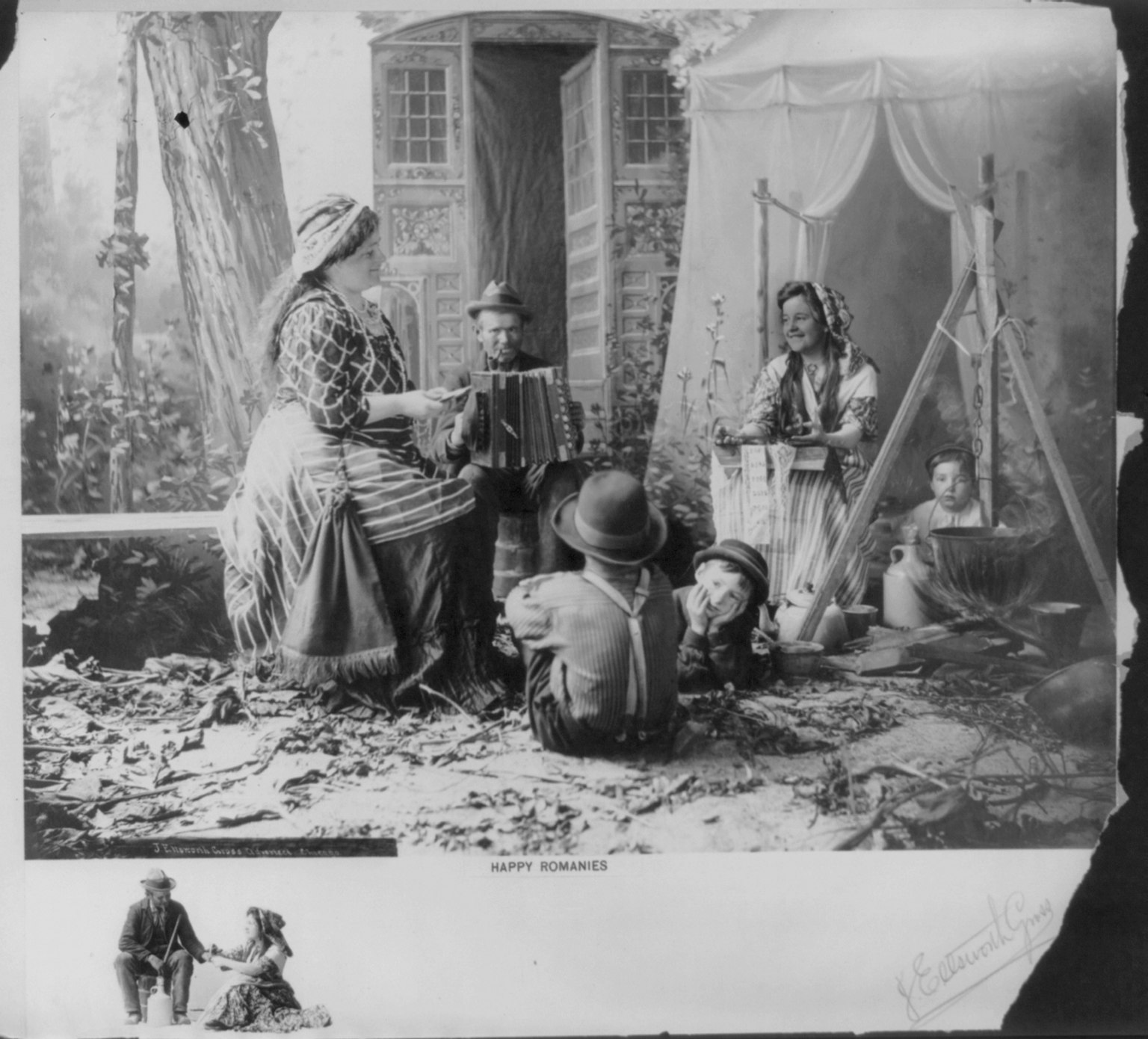
Familie de romi din Statele Unite ale Americii (1902)

Creștinii romi își încorporează valorile în modul în care își cresc copiii. Există un element de impuritate pus atât asupra mamei, cât și asupra tatălui după ce mama naște. Această impuritate este diminuată dacă copilul este bărbat și familia este considerată „norocoasă”. În mod tradițional, cuplul va locui cu tatăl mirelui până când se va naște primul lor copil. Romii pun mare preț pe familia extinsă, așa că nașii, alături de această altă familie, sunt activi în viața copilului pentru a-i asigura bunăstarea.

### Nașii
Printre romii creștini, nașa (cunoscută sub numele de kirvipen sau kirvimos) este un fenomen larg răspândit, acționând mai degrabă ca o formă de rudenie decât ca o formă religioasă. Nașii erau căutați în mod tradițional din cadrul comunității de romi, dar în afara familiei extinse. Inițial, rolul nașilor este de a asista la ceremonia de botez, unde aduc cadouri precum haine, bijuterii și bani pentru copil, care de multe ori își primește numele de la naș. După botez, nașii servesc la întreținerea familiei nașului atunci când are nevoie, și la creșterea copilului în lipsa părintelui. Ei sunt așteptați să participe și să ofere cadouri la cele mai semnificative evenimente din viața nașului, inclusiv prima zi de școală și nunta lor. Nășitul este considerat o onoare și aduce respect nașilor din comunitate, nivelul de respect fiind proporțional cu numărul de fini pe care îi au nașii.

## Valori morale
Există diferențe între cultura și tradițiile romilor Dasikane (creștini) și ale romilor Horahane (musulmani). Cultura și tradițiile rome variază adesea în funcție de țară, subgrup și religie.

### Romanipen
Romanipen (de asemenea, romanypen, romanipe, romanype, romanimos, romaimos, romaniya) este un concept al filosofiei romani care cuprinde totalitatea spiritului, culturii, legii, a fi rom și un set de tulpini romani.
Un rom etnic este considerat a fi un Gadjikane Romi în societatea romani dacă persoana nu are Romanipen. Uneori, un Gadjo, de obicei un copil adoptat, poate fi considerat rom dacă persoana respectivă are Romanipen. Ca și concept, Romanipen a fost subiect de interes pentru numeroși observatori din domeniul academic. S-a emis ipoteza că aceasta se datorează mai mult unui cadru cultural decât unei simple aderări la reguli moștenite istoric.
Schimbările semnificative din cultura romă de după cel de-al Doilea Război Mondial au fost atribuite suspendării acestor norme sociale, pe măsură ce regulile stricte referitoare la alimentație și la contactul cu anumite clase de oameni au căzut. Această perioadă a coincis, de asemenea, cu o pierdere percepută a autorității investite în liderii tradiționali, principalii păstrători ai Romanipen. În plus, romii care s-au aflat sub control sovietic în timpul războiului, deși deportați la est de Urali și adesea persecutați, au fost, în general, lăsați în pace pentru a-și urma practicile ortodoxe și au păstrat astfel interpretările stricte ale Romanipen. Cu toate acestea, romii care trăiau în alte țări din Europa de Est, în fața discriminării generalizate și a încercărilor societății de asimilare forțată, au fost adesea nevoiți să compromită interpretarea lor strictă a obiceiurilor pentru a supraviețui. Ca urmare, întregul concept de Romanipen a ajuns să fie interpretat diferit în rândul diferitelor grupuri de romi. Romii musulmani, ca un exemplu, considerau un bărbat necircumcis ca fiind impur.

### A face parte din societatea romă
O pedeapsă considerabilă pentru un rom creștin este exilarea din societatea romă. O persoană expulzată este considerată „contaminată” și este evitată de ceilalți creștini romi.
Așkalii și egiptenii balcanici la fel ca romii turcomani și romii din Crimeea nu fac parte din societatea romani din cauza lipsei Romanipen și a limbii romani.

### Codul Romani
Stabor sau Codul Romani, este cea mai importantă parte a Romanipen. Este un set de reguli pentru viața romilor, diferite de regulile din religiile rome.
Deși grupurile etnice rome au seturi diferite de reguli, culturile rome orale sunt cel mai predispuse să respecte staborul, deși aceste comunități sunt răspândite geografic.
Codul Romani, nu este scris; romii îl păstrează viu prin tradiția orală 
Staborul  este o instituție tradițională pentru respectarea și aplicarea Codului Romani.
Codul poate fi rezumat în piloni; pilonul principal reprezentând ideile polare ale lui baxt (pronunțat [baxt], bah-kht ) care înseamnă „onoare” și ladž (sau laʒ ,pronunțat [ladʒ], lah-j ) care înseamnă „rușine”.
Este onorabil, în unele culturi romani, să sărbătorim baxt fiind generos și arătându-ți publicului succesul. Accentul pus pe generozitate înseamnă că împărțirea hranei este de mare importanță pentru unele grupuri de romi. A pregăti mese copioase de împărțit cu alți vizitatori romi este un lucru obișnuit, iar în unele cazuri, a nu avea mâncare de împărțit este considerat rușinos.

### Credință și religie
Marea majoritate a romilor sunt creștini. Aceștia sunt catolicii Manouche, Mercheros și Sinti; musulmani Ashkali și Romanlar; penticostalii Kalderash și Lovari; protestanți nomazi; romi anglicani; și romi baptiști. Credințele religioase ale romilor sunt închinate lui Dumnezeu și Fecioarei Maria.

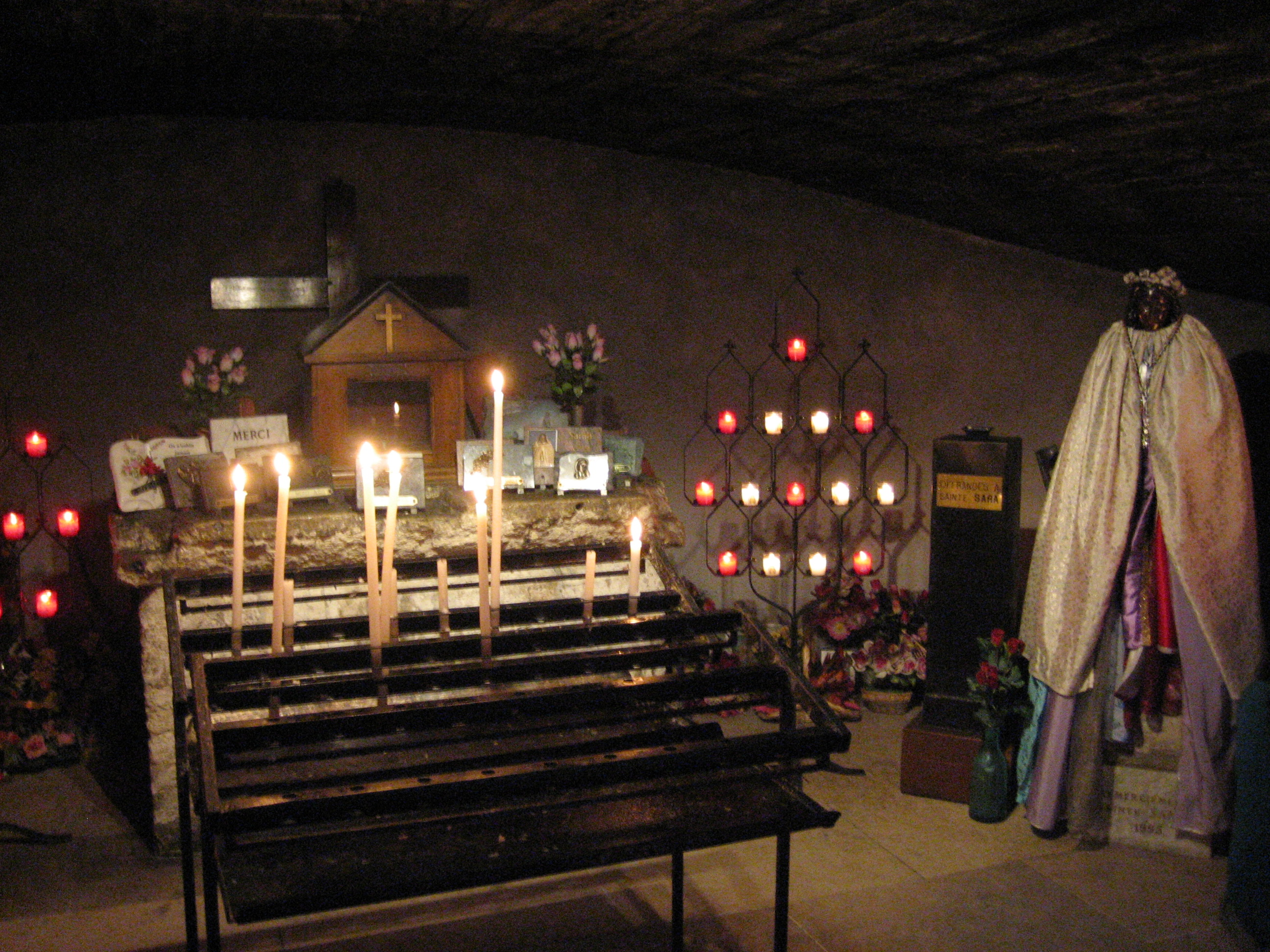
Cultul Sfintei Sara din altarul Saintes-Maries-de-la-Mer, sudul Franței, este o devoțiune asociată cu romii catolici.

## Dans
Unele dansuri tradiționale românești au rădăcini îndepărtate în dansul indian. Un dans românesc cu origini în India este dansul șarpelui. Femeile rome execută dansul sapera cu o cobră pentru a-și trezi puterile reptiliene, mantre și pentru a blestema pentru totdeauna victimele amenințătoare.
Dansul din buric este executat de romii din Turcia.

## Limbă
Limba romani este vorbită de milioane de romi din întreaga lume. Este din ramura indo-ariană. Mulți romi pot vorbi două sau mai multe limbi. Romani nu este considerată o limbă oficială, deoarece variază de la un trib la altul. Limba romani este influențat de persană, greacă, armeană, iraniană, georgiană și arabă.

## Simboluri

Steagul poporului rom, cu chakra romilor în centru.

### Steag
Steagul romilor este emblema internațională a comunității rome. A fost conceput de Uniunea Generală a Romilor din România în 1933. Inițial, steagul avea două bare orizontale, cea de jos fiind verde, iar cea de sus albastră; verdele reprezentând pământul și valorile terestre, iar albastrul reprezentând cerul și valorile spirituale. Steagul a fost adoptat ca steag comun al romilor la Congresul Mondial al Romilor inaugural de la Londra din 1971, cu adăugarea chakrei romilor. Elementele steagului sunt interconectate, reprezentând calea de creștere a poporului rom în plan fizic și spiritual de-a lungul vieții.

### Chakra
Chakra romilor servește ca o emblemă semnificativă a identității și culturii romilor. Simbolul, asemănător cu o chakră hindusă, este o roată roșie de căruță cu 16 spițe. Seamănă cu roțile de vardo sau remorci care au servit drept casă pentru familiile de romi călători, reprezentând tradiția călătorilor romi. Culoarea roșie a roții reprezintă sângele pe care mulți romi l-au vărsat în timpul celui de-al Doilea Război Mondial și pe cei care au suferit în timpul genocidului romilor. Cu toate acestea, culoarea poate varia în funcție de țară sau organizație, cum ar fi steagul mișcării romilor din Croația, unde chakra este de culoare aurie.

### Slogan
Comunitatea de romi folosește sloganul „Opre Roma”, care se traduce prin „Stand Up, Roma!” în limba romani. Această expresie a fost introdusă inițial în timpul Războiului Rece la Congresul Mondial inaugural al Romilor, care a avut loc la 8 aprilie 1971.

### Imn
Imnul romilor a fost stabilit în 1971 în timpul Congresului Mondial al Romilor. Acest imn se inspiră din cântecul popular „Gelem, Gelem”, cu versurile atribuite lui Iugoslav Rum și Zarko Jovanovic.

## Divertisment
Există patru teatre rome bine-cunoscute în lume, Teatrul Romen, Teatrul Romantic, Romanothan și Phralipe, precum și multe teatre mici.

## Muzee
Există câteva muzee rome în Europa.

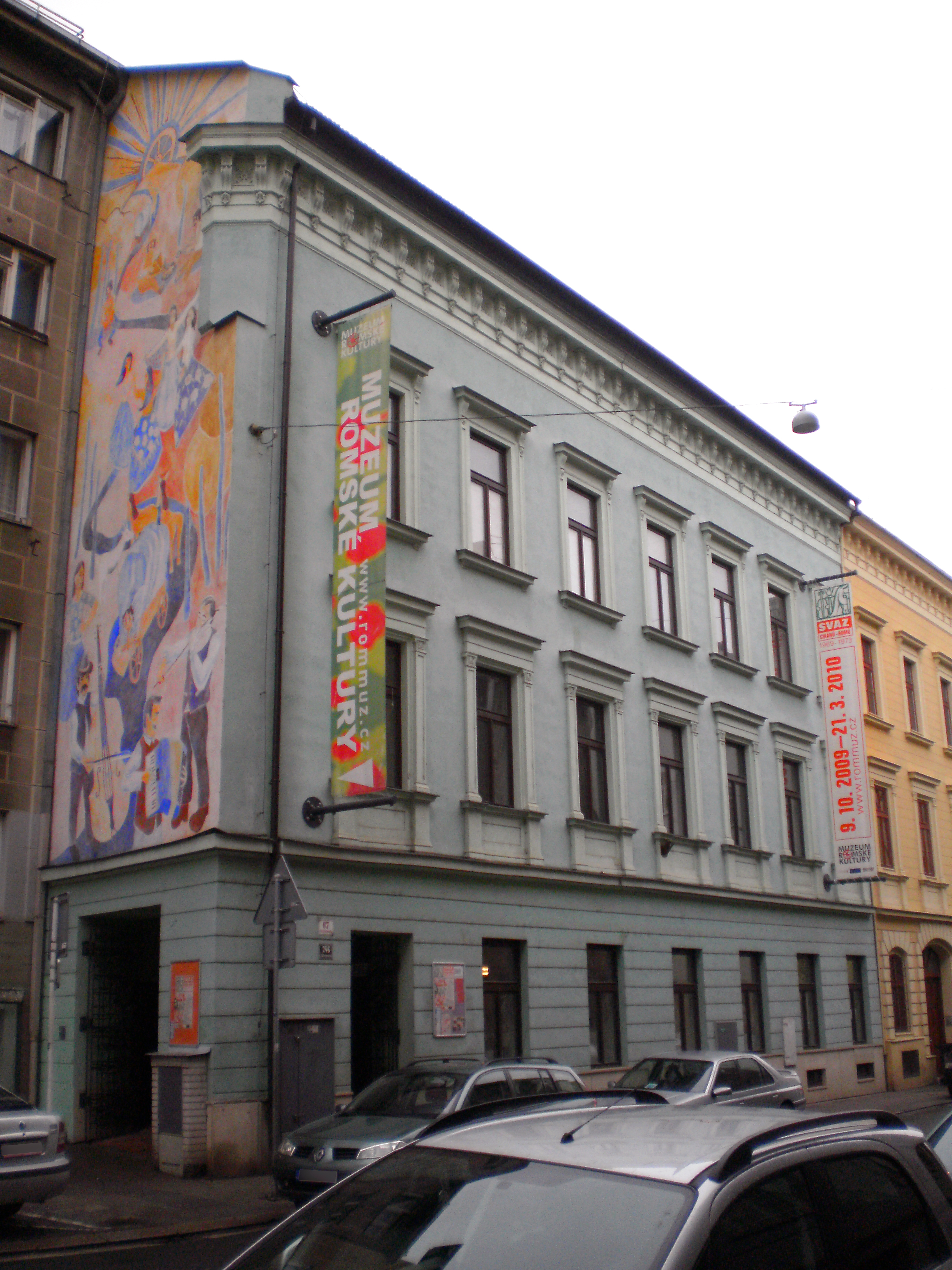
Muzeul Culturii Rome

Muzeul Culturii Rome este situat în Brno, Republica Cehă.

## Biblioteci
Biblioteca Romă din Malmö, Suedia, este dedicată promovării culturii rome și sprijinirii incluziunii comunității rome prin lectură și educație.

## Artă
Arta printre romi este importantă. Este asociată cu mobilitatea, călătoriile, comerțul, crearea de obiecte transportabile și muzică.